# 江南时报
《江南时报》是中华人民共和国的一份报纸，现由新华报业传媒集团主管、主办，是一份财经类报纸。

## 简介
《江南时报》的前身为人民日报社主管，在南京创刊的《市场报·江南版》，1999年9月1日更名为《江南时报》。
2011年7月1日，《江南时报》加入新华日报报业集团，同时推出“大江南”系列周刊。2012年4月23日，《江南时报》再度改版。
在2016年改版前，《江南时报》是一份都市晨报，辐射江南地区，集中反映长江三角洲地区城市的社会生活、经济动态、文化体育新闻，兼及国内外重大政治、经济、文体、军事新闻。
2016年7月18日，《江南时报》改版为财经类专业报纸，同时更名为《财经·江南时报》，新推出财经焦点、产经大势、江南财评、苏商故事、金融汇、理财课堂、收藏之道、精彩苏州等栏目。
2018年2月1日，《江南时报》再次改版，版式由四开8版改为对开4版，仍为周五刊。同时报道内容也开始转向江苏金融行业。当日出版的报纸也重新进行编号，同时再次更名为《江南时报·江苏金融报道》。